# Вулиця Яффо

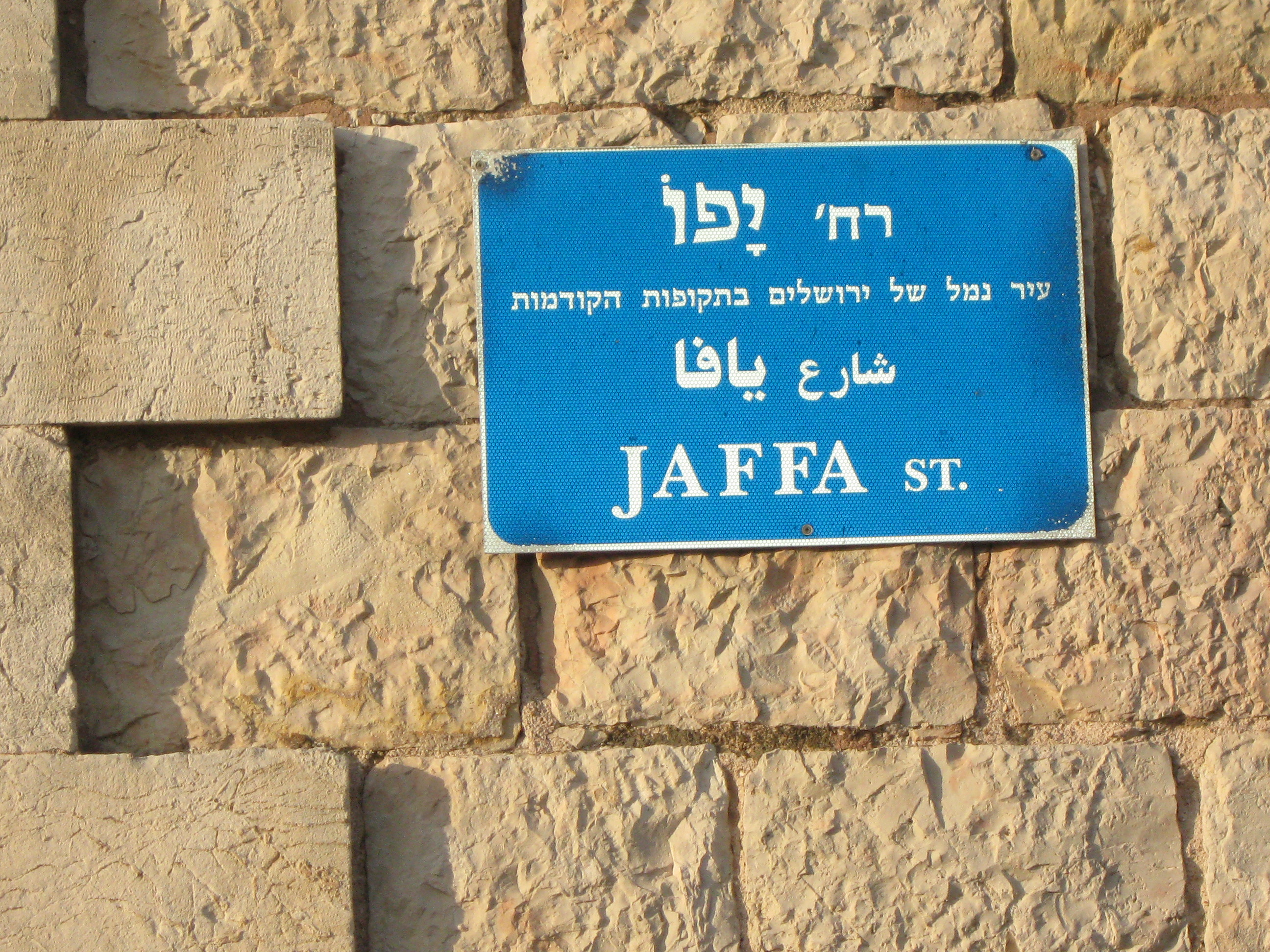
Світловідбиваючий вуличний знак на честь Яффо як «портового міста Єрусалиму в давні часи»

Вулиця Яффо (івр. רחוב יפו ; араб. شارع يافا) — одна з найдовших і найстаріших головних вулиць Єрусалиму. Вона перетинає місто зі сходу на захід, від стін Старого міста до центру Єрусалиму та шосе «Єрусалим-Тель-Авів». Тут розташовані магазини, підприємства та ресторани. Вона об'єднується з вулицями Бен-Єгуда і Короля Георга, утворюючи «Трикутник» — центральний діловий район. Основними визначними пам'ятками вздовж вулиці є площа Цахал (площа ІДФ), площа Сафра (ратуша), площа Ціон, площа Давідка, потрійне перехрестя (Га-Мешулаш) вулиць короля Георга і Штрауса, пішохідний центр на вулиці Бен-Єгуда, ринок Махане-Єгуда та центральний автовокзал Єрусалиму. Вулиця Яффо була перепланована як пішохідний центр без автомобілів, який обслуговує Єрусалимський швидкісний трамвай.

## Історія
Спочатку прокладена 1861 року як частина дороги до Яффо, вулиця швидко стала центром розширення стін Старого міста в 19 столітті, а навколо неї з'явилися ранні квартали, такі як Російська ділянка, Нахалат-Шіва і Махане-Єгуда, а також медичний центр «Шаарей-Цедек». Близькість до вулиці швидко стала мірою вартості нерухомості. Спочатку рух складався з верблюдів і мулів, і з часом дорогу поліпшили, щоб дозволити їздити кінними екіпажами. Німецькі темплери, які заснували німецьку колонію, вперше почали регулярне перевезення по дорозі до Яффо.

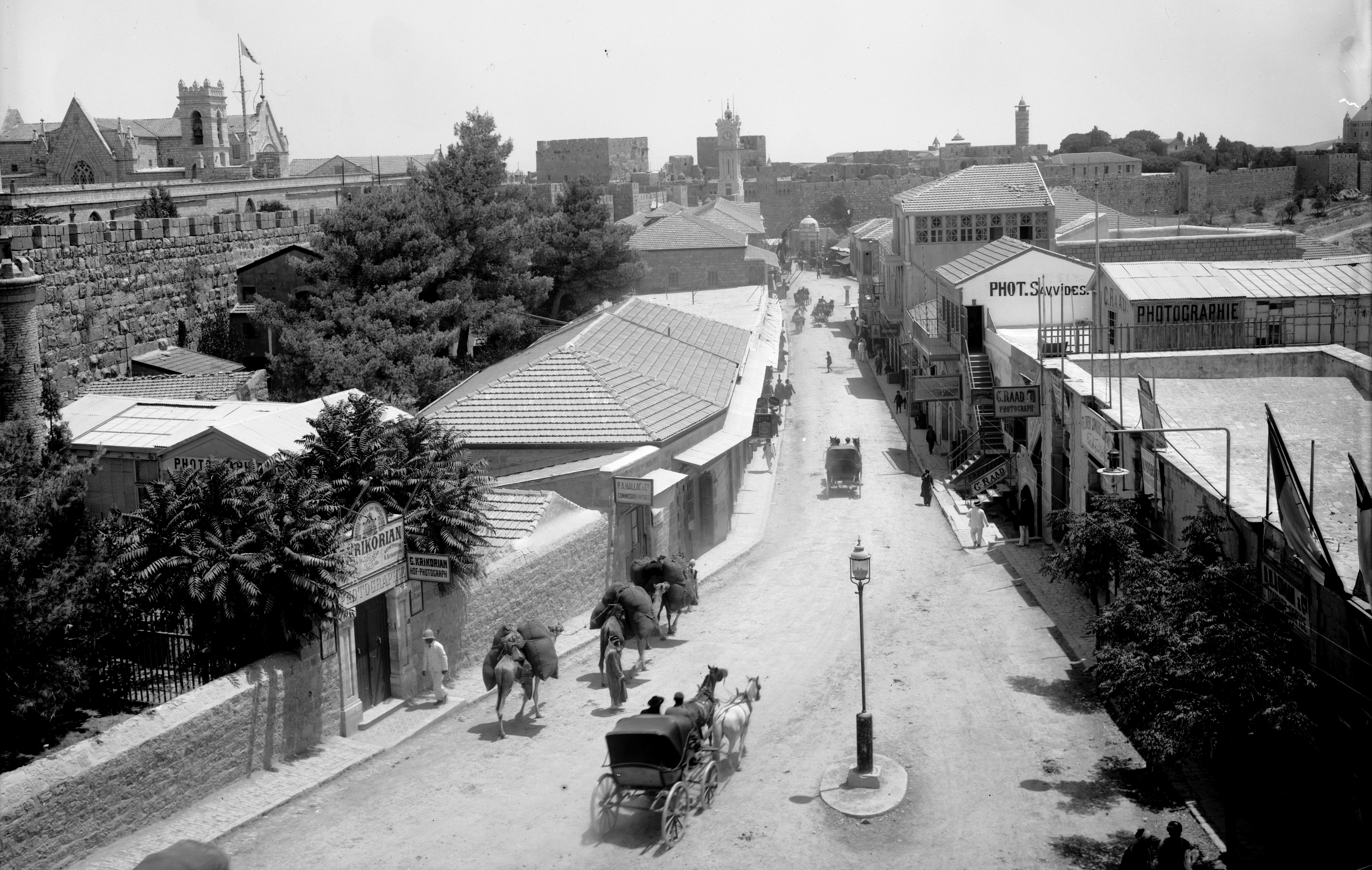
Вулиця Яффо після 1907 року

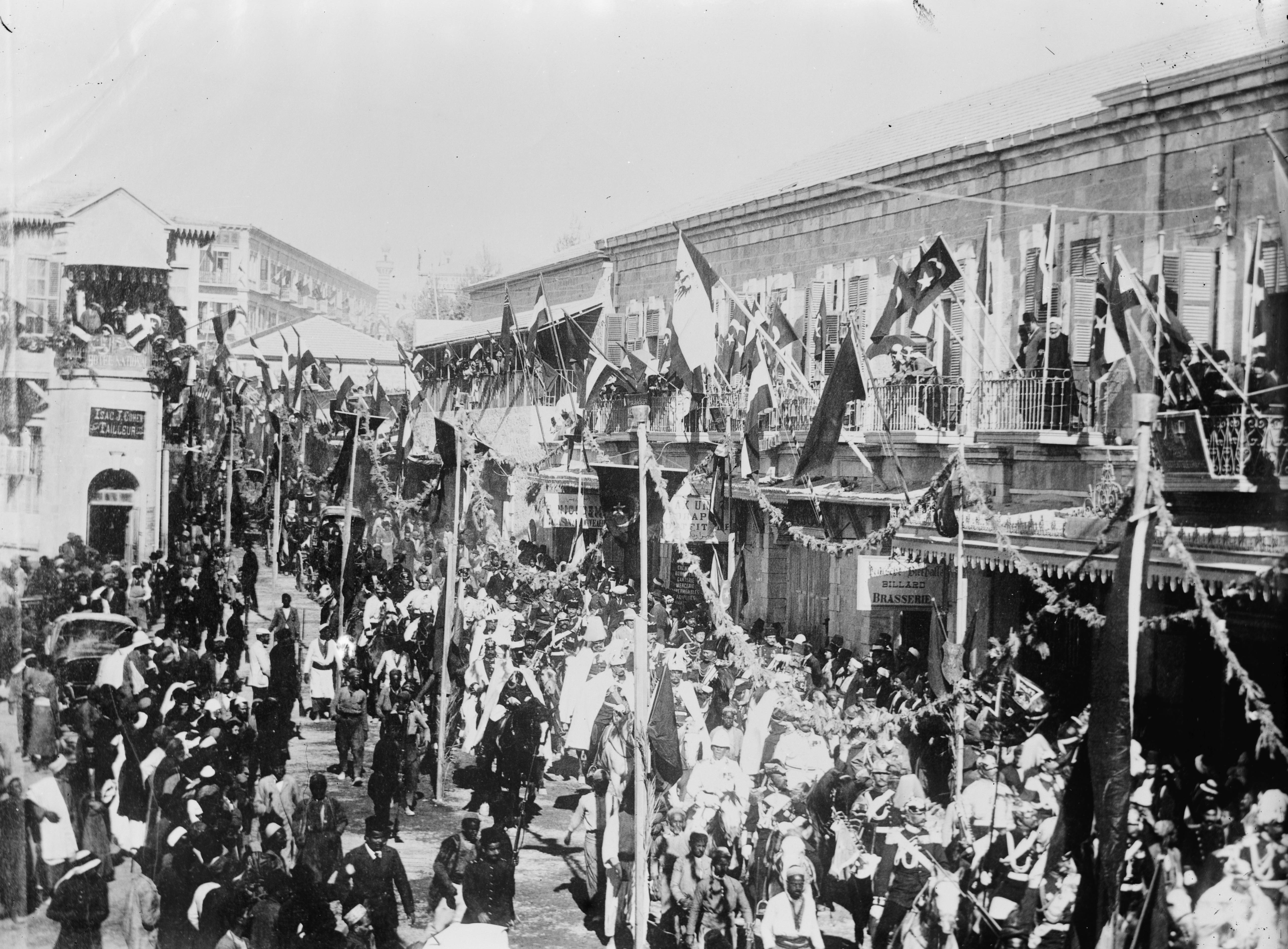
Візит Вільгельма II (1898)

Під час британського мандату вулиця отримала подальший розвиток із створенням багатьох центральних установ, включаючи ратушу, центральне поштове відділення міста, Англо-Палестинський банк та офісну будівлю страхової компанії «Assicurazioni Generali». Будинки на її східному кінці, зведені вздовж стін Старого міста, були зруйновані в липні 1944 року, щоб не псувати історичний вигляд міста. У цей період вулиця набула свого сучасного вигляду і стала серцем центрального ділового району міста, оскільки торгівля перемістилася за межі Старого міста. Під час 19-річного поділу міста між Ізраїлем та Йорданією після арабо-ізраїльської війни 1948 року, яка відокремила Старе місто від більшої частини сучасного Єрусалиму, вулиця була центром міста.
Тут розташовані муніципалітет Єрусалиму, головне поштове відділення Єрусалиму, ринок Махане-Єгуда. Як важлива вулиця, вона стала мішенню терористичних груп, і на цій вулиці були здійснені деякі з найбільш руйнівних терористичних атак з кінця 1960-х років, серед них: вибух холодильника на площі Ціон (1975), вибухи в автобусах на вулиці Яффо (1996), теракт у ресторані «Сбарро» (2001) і вибух на вулиці Яффо (2002).
Більшу частину свого столітнього існування вулиця Яффо служила центральною «артерією» Єрусалиму. Муніципалітет реагував на проблеми в центрі міста шляхом цілеспрямованих зусиль по реконструкції вулиці; рух вулицею обмежили громадським транспортом (автобуси та таксі) намагаючись уникнути заторів у цьому районі, і вулиця стала центральним елементом нового плану розвитку для відновлення центру міста. У 2004 році під вулицею на площі Цахал був проритий тунель, щоб шосе 60 (з півночі на південь) могло її обійти. Для цього під однією стороною дороги проклали нові інженерні мережі, а саму дорогу — розширили. Для благоустрою дороги евакуювали 180 будинків.
Єрусалимський швидкісний трамвай почав працювати в 2011 році. У західному кінці вулиці Яффо, навпроти центрального автовокзалу, він проходить над вулицею Яффо через міст Сантьяго Калатрави.

## Значні будівлі та визначні місця
Зі сходу на захід на історичній вулиці Яффо розташовані такі будівлі:
- Яффські ворота;
- Стара ратуша Єрусалиму;
- Площа Сафра з комплексом Єрусалимського муніципалітету;
- Головна філія банку Леумі (колишній Англо-Палестинський банк), архітектор Еріх Мендельсон;
- Будівля центральної пошти, архітектори Остін Гаррісон і Персі Гарольд Вінтер (англ. Percy Harold Winter);
- Будівля Дженералі, створена провідним фашистським архітектором Марчелло Пьячентіні;
- Російська ділянка межує на півдні вулиці;
- Площа Ціон;
- Будинок Машіаха Борохова, вілла 1908 року;
- Площа Давідка;
- Ринок Махане-Єгуда;
- Огель Шломо, колишній дворовий мікрорайон, частково знесений;
- Шаарей Єрушалаїм, колишній дворовий район (знесено);
- Батей Сайдофф (будинки Сайдоффа);
- Медичний центр «Шаарей-Цедек» (стара будівля, 1902—1980 рр., вона ж «Воллах» або «Лікарня Амстердама»);
- Центральний автовокзал Єрусалиму;
- Струнний міст (2008) архітектор Сантьяго Калатрава.

## Галерея

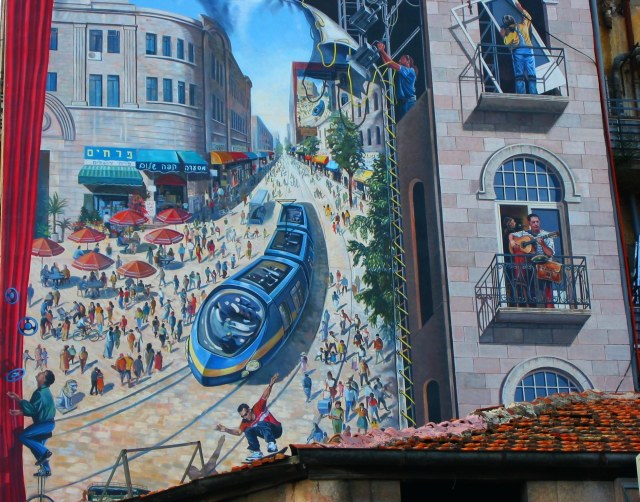
Мурал на вулиці Яффо, що зображує бачення митцем Єрусалимського швидкісного трамвая
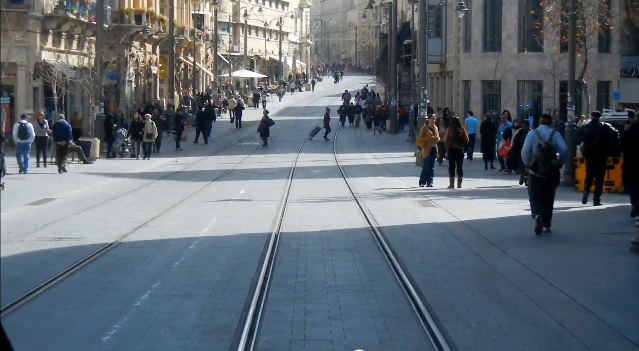
Вулиця Яффо в Єрусалимі
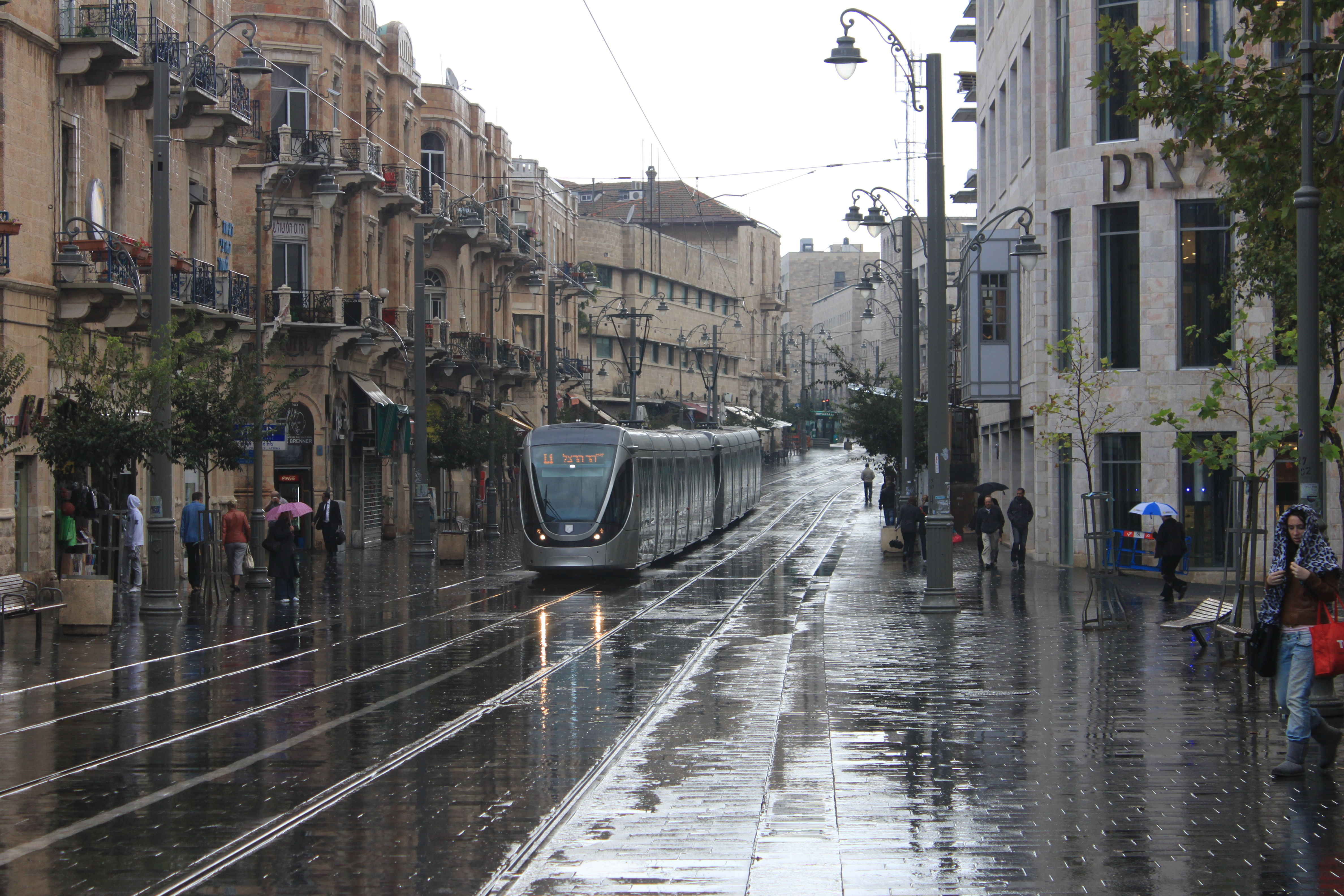
Вулиця Яффо під дощем
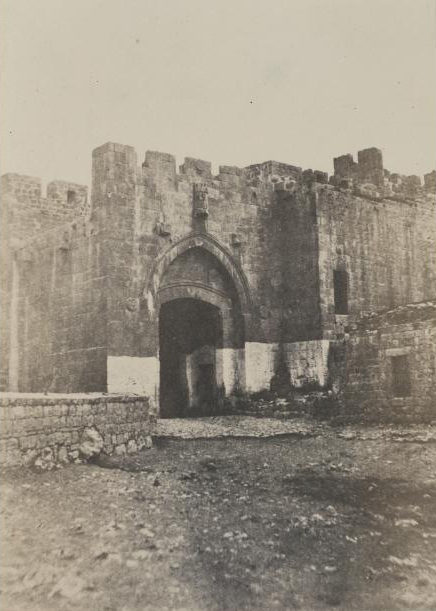
Інтер'єр Яффських воріт 1856 року
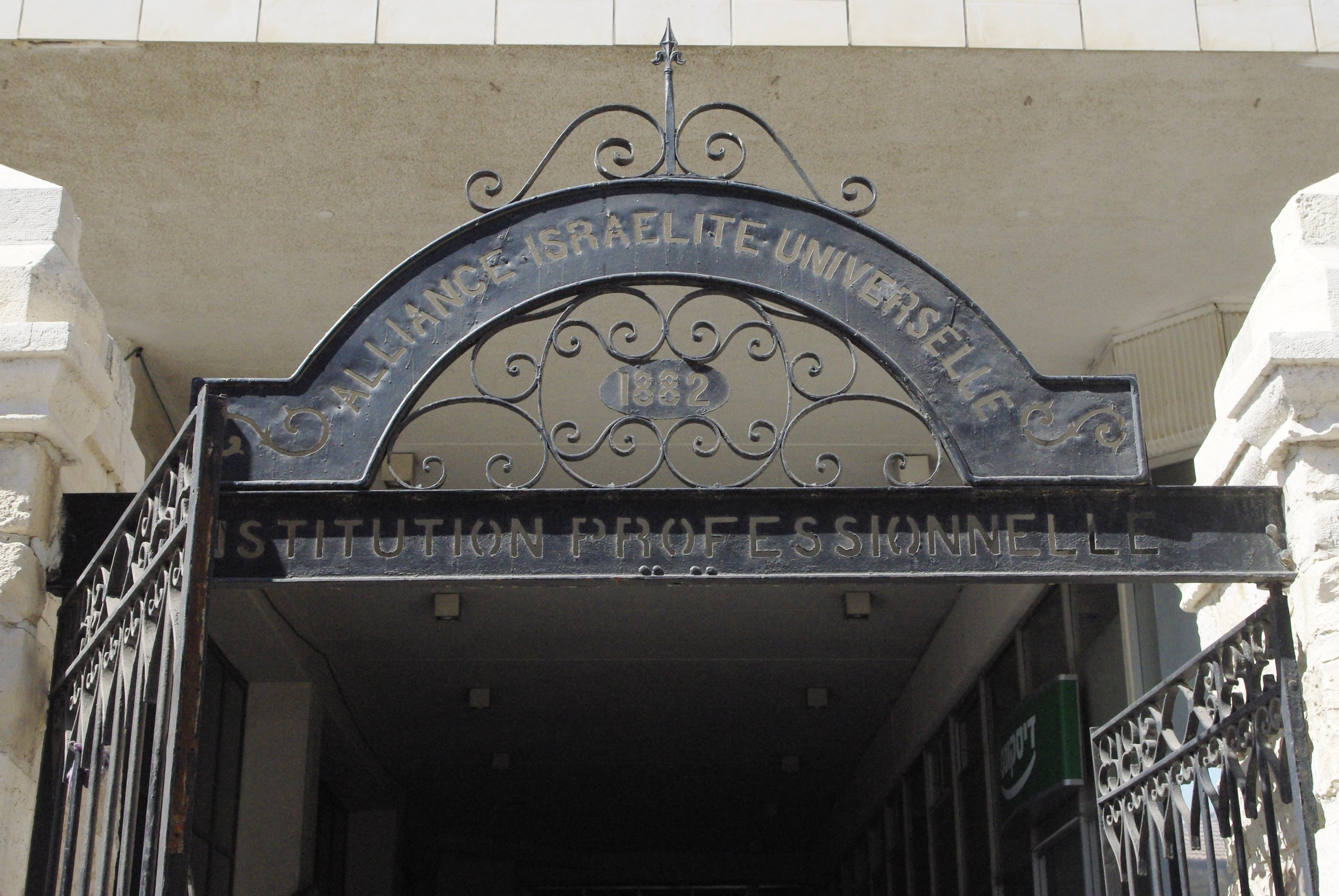
Ворота школи Всесвітнього єврейського союзу (1882)
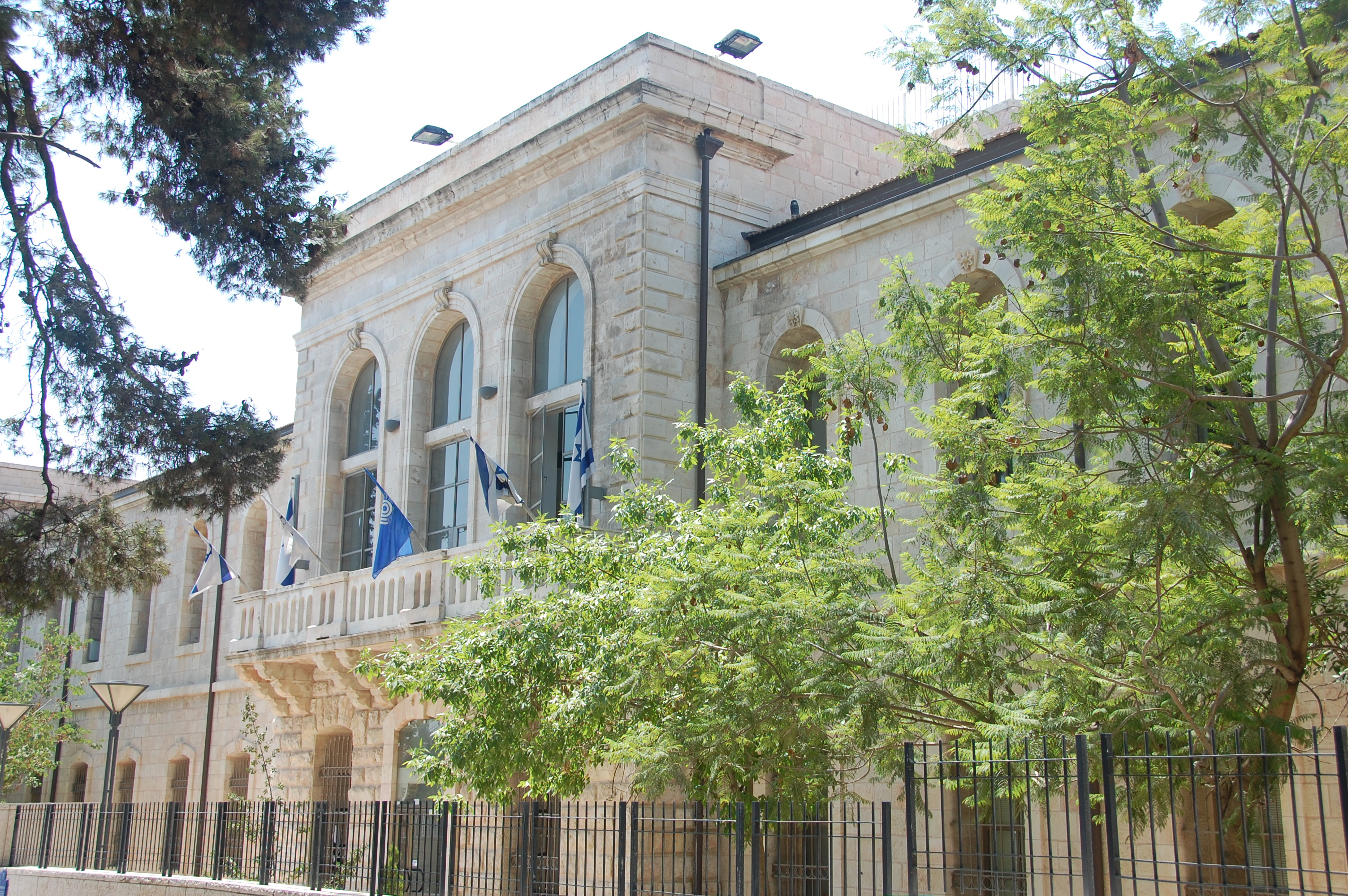
Оригінальна будівля лікарні «Шаарей-Цедек», зараз штаб-квартира управління телерадіомовлення Ізраїлю

## Виноски
1. ↑  The life and death of Jaffa Road [Архівовано 3 грудня 2021 у Wayback Machine.] The Jerusalem Post Retrieved 2019-09-03
2. ↑  Noga Tarnopolsky (4 серпня 2012). Terror tourism in Israel. Архів оригіналу за 4 серпня 2020. Процитовано 15 лютого 2022. According to Yossi Atia, Jaffa Road in Jerusalem is the most terror stricken street in the world. That may well be the case. At least a dozen major attacks have taken place along the road since the 1960s.
3. ↑  Tzahal Square Tunnel Inaugurated. The Jerusalem Post. 24 вересня 2004. Архів оригіналу за 16 травня 2011.
4. ↑  Jerusalem Light Rail Project. Railway-technology.com. Архів оригіналу за 11 червня 2017. Процитовано 20 липня 2013.